# Новодвінськ
Новодві́нськ (рос. Новодвинск) — місто на півночі Архангельської області Росії. Адміністративний центр адміністративно-територіальної одиниці у статусі міста обласного значення та муніципального утворення у статусі міського округу Новодвінськ

## Географія
Місто розташоване на лівому березі протоки Мечка-Полой річки Північна Двіна, за 8,5 км від залізничної станції Ісакогірка, за 10 км від федеральної автодороги М-8.

## Історія
1924 року брат і сестра Карельські із села Захарове заснували комуну «Червона зоря», збудувавши два будинки в безлюдному містечку на лівому березі протоки Мечка-Полой річки Північна Двіна.
7 квітня 1935 року тут розпочалося будівництво сульфіт-целюлозного комбінату, назване Архбумстроєм. 1 травня 1938 року було вирішено створити табір для засуджених Мечкобуд у складі Архлага для використання праці ув'язнених у будівництві.

## Економіка
Провідні підприємства міста:
- Архангельський целюлозно-паперовий комбінат;
- Завод залізобетонних виробів;
- Архангельський фанерний завод.